# Albert Schmitt
Albert Schmitt, także Albert Szmitt lub Wojciech Schmitt (ur. 23 kwietnia 1804 w Kaliszu, zm. 3 czerwca 1878 w Saint Helier) – powstaniec listopadowy, demokratyczny działacz emigracyjny, wolnomularz.

## Życiorys

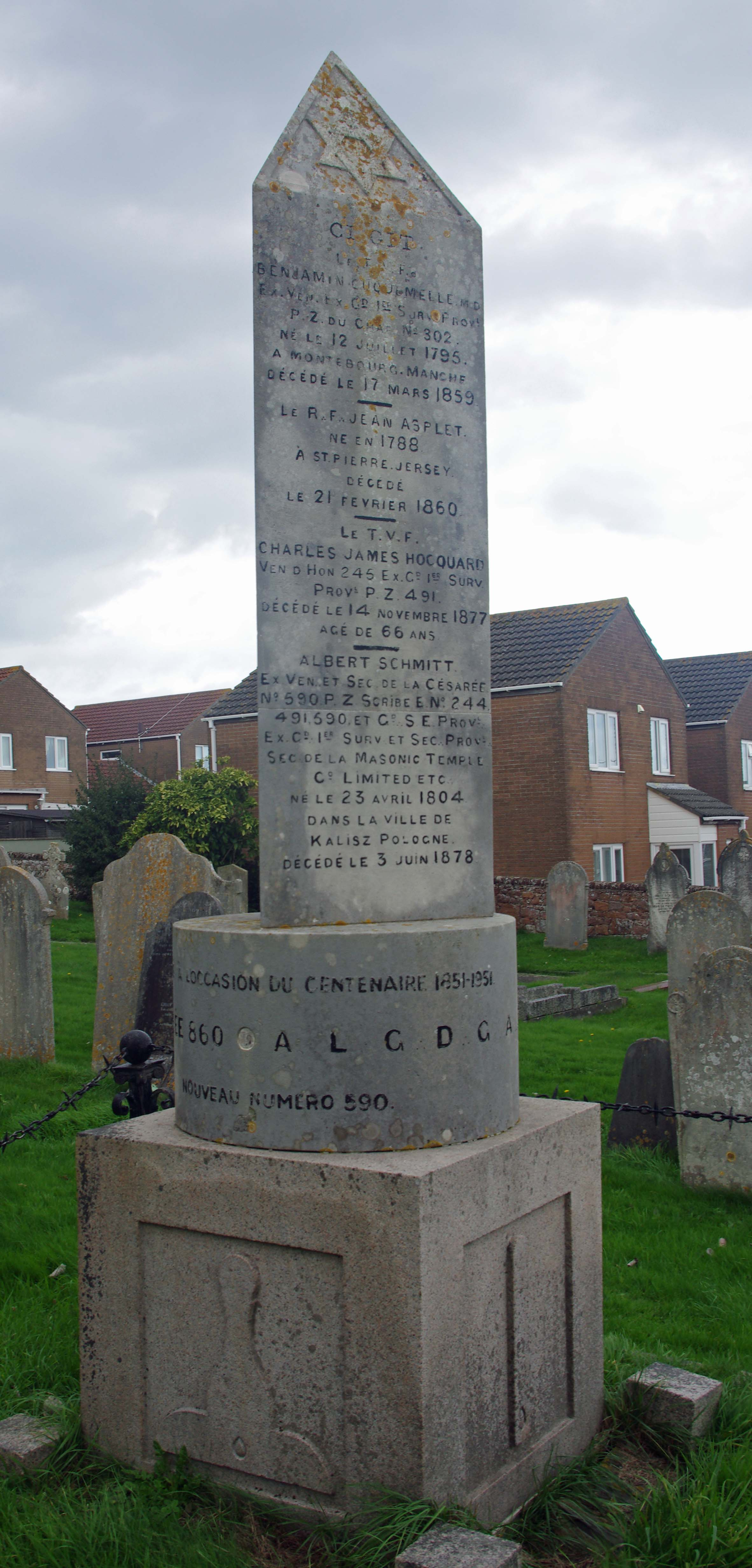
Nagrobek Alberta Schmitta (i innych osób) na cmentarzu Almorah w Saint Helier, Jersey, Wielka Brytania.

Urodził się w Kaliszu. Studiował na Uniwersytecie Warszawskim. 
Walczył w powstaniu listopadowym, jako podporucznik 3 Pułku Piechoty Liniowej. Po klęsce powstania wyemigrował do Europy zachodniej. Jego majątek został skonfiskowany przez władze carskie. W roku 1834 został aresztowany w Genewie za udział w wyprawie sabaudzkiej. Po zwolnieniu wyjechał do Anglii, zamieszkiwał m.in. na wyspie Jersey – jednym z głównych ośrodków emigracji popowstaniowej na terenie Wielkiej Brytanii. Był członkiem loży masońskiej oraz twórcą kółka polskiego na wyspie. 
W Londynie wstąpił do struktur Towarzystwa Demokratycznego Polskiego. 2 XI 1839 został skreślony z listy członków za niepodzielanie zasad TDP. Ponowny akces do Towarzystwa zgłosił w dniu 20 IV 1846 r. Bez powodzenia kandydował w wyborach do Centralizacji TDP. 
W kwietniu 1848 r. wyruszył z I Legionem RP z Francji przez Niemcy do Polski (Wiosna Ludów). W 1854 r. podpisał manifest potępiający politykę ks. A.J. Czartoryskiego, a także – w roku 1856 – manifest odrzucający amnestię carską dla weteranów powstania. W swojej publicystyce wzywał rządy państw zachodnich do poszanowania praw weteranów z Polski. Subsydiował pismo Polaków na emigracji w Londynie. Według Towarzystwa Historyczno-Literackiego w Paryżu, utrzymywał stosunki z rodakami rozpierzchłymi po Anglii i szczerze się zajmował wszystkiem co polskie.
Przyjaźnił się m.in. z Giuseppe Garibaldim i Giuseppe Mazzinim. 
Był związany z Royal Arch Masonry oraz Red Cross of Constantine. Na wyspie Jersey cieszył się uznaniem i szacunkiem lokalnej społeczności, zwłaszcza kręgów wolnomularskich. Do końca życia pozostawał czynnym członkiem loży La Cesarie; w roku 1855 został jej Mistrzem, a następnie pełnił funkcję Provincial Grand Secretary. Zmarł na zapalenie oskrzeli w dniu 3 czerwca 1878 w Saint Helier. W dniach pomiędzy śmiercią a pogrzebem jego ciało spoczywało w lokalnej świątyni masońskiej. Został pochowany w dniu 7 czerwca 1878 na cmentarzu Almorah w Saint Helier, Jersey. Uroczystość pogrzebowa miała charakter obrządku wolnomularskiego, z licznym udziałem współbraci-masonów (ok. 100-170 osób) oraz co najmniej tysiąca innych osób. Do grobu Schmitta wrzucono symbolicznie odrobinę ziemi przywiezionej z Polski oraz połamane rekwizyty masońskie. 
Zgodnie z jego ostatnią wolą, pozostawionym po nim majątkiem zasilono fundusz polskiej Instytucji „Czci i Chleba” w Paryżu, powołanej dla wspierania Polaków niezdolnych do pracy, oraz fundusze innych organizacji pomocowych i oświatowych.
Na łamach Jersey Express, w wydaniu z 4 czerwca 1878, ukazał się tekst zatytułowany Death of an esteemed freemason, poświęcony pamięci Alberta Schmitta.
Z okazji imienin Alberta Schmitta (23 kwietnia) w latach 1852 i 1853 Roch Rupniewski napisał dwa wiersze jemu poświęcone (opublikowane w 1854 w tomiku Niezabudki jerseyskie).